# قرار مجلس الأمن التابع للأمم المتحدة رقم 394
قرار مجلس الأمن التابع للأمم المتحدة رقم 394، المعتمد بالإجماع في 16 أغسطس 1976، بعد النظر في طلب جمهورية سيشل للانضمام إلى عضوية الأمم المتحدة، أوصى المجلس الجمعية العامة بقبول سيشل.